# Bónisfalva
Bónisfalva (németül: Bonisdorf, szlovénül: Bonasna) Vasdobra településrésze, egykor önálló község Ausztriában, Burgenland tartományban, a Gyanafalvi járásban.

## Fekvése

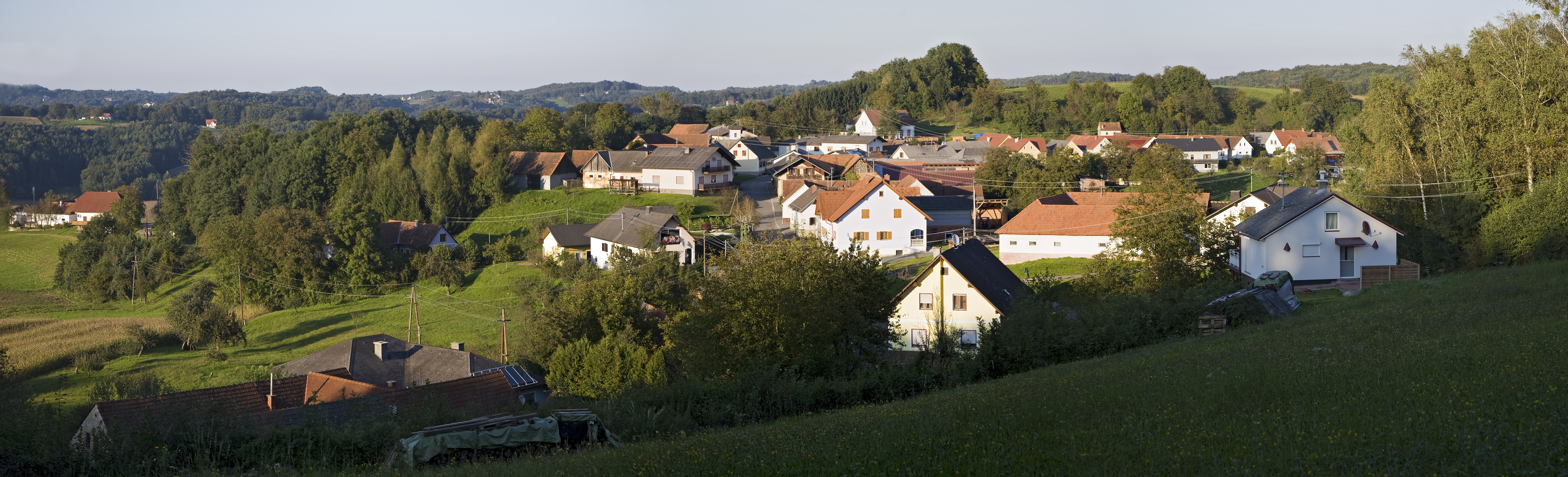
Bónisfalvi panoráma

A Gyanfalvától 14 km-re délnyugatra, Burgenland déli csücskében, a szlovén határ mellett  fekszik.

## Története
A települést 1366-ben "Villa Banafalua iugta tenuta castri Dobra" néven Lendva várának tartozékai között említik először.  Később a dobrai uradalom része lett. 1607-től a dobrai uradalommal együtt a Batthyány család birtoka. 1720-ban 6 házat számláltak a településen. 1787-ben 38 házában 201 lakos élt. 1830-ban 29 háza volt 238 lakossal. 1857-ben 24 házat és 239 lakost számláltak itt.
Vályi András szerint " BONDORF. vagy Bonisdorf. Német falu Vas Vármegyében, birtokosa Gróf Battyáni Uraság, lakosai katolikusok, nem meszsze fekszik Mór vizétöl, határjának nevezetes termékeny voltához képest, első Osztálybéli."
Fényes Elek szerint " Wanersdorf, német falu, Vas vmegyében, a dobrai uradalomban: 220 kath., 13 evang. lak."
1910-ben 241, túlnyomórészt német lakosa volt. A trianoni békeszerződésig Vas vármegye Szentgotthárdi járásához tartozott. A békeszerződések Ausztriához csatolták. 1971-ben közigazgatásilag Vasdobrához csatolták. 2001-ben 123 lakosa volt.

## Az irodalomban
- Bónisfalva a címadó helyszíne Móra Ferenc azonos című publicisztikájának (megjelent a Szeged című lapban 1923. augusztus 10-én, illetve a Memento című gyűjteményes kötetben). Az írás – a benne foglaltak alapján – annak apropóján született, hogy a bónisfalvaiak egy sajtóhír szerint 3200%-os pótadó kivetését vállalták saját magukra, hogy a településnek iskolája legyen. Az írás kezdetben látszatra kifigurázza a bónisfalvaiakat, akik e lépésükkel „megsértették a nemzeti virtust”, de valójában inkább példaként állítja őket az egész nemzet elé.

## Külső hivatkozások
- Bónisfalva a dél-burgenlandi települések portálján
- A burgenlandi települések történeti lexikona